# Berżniki

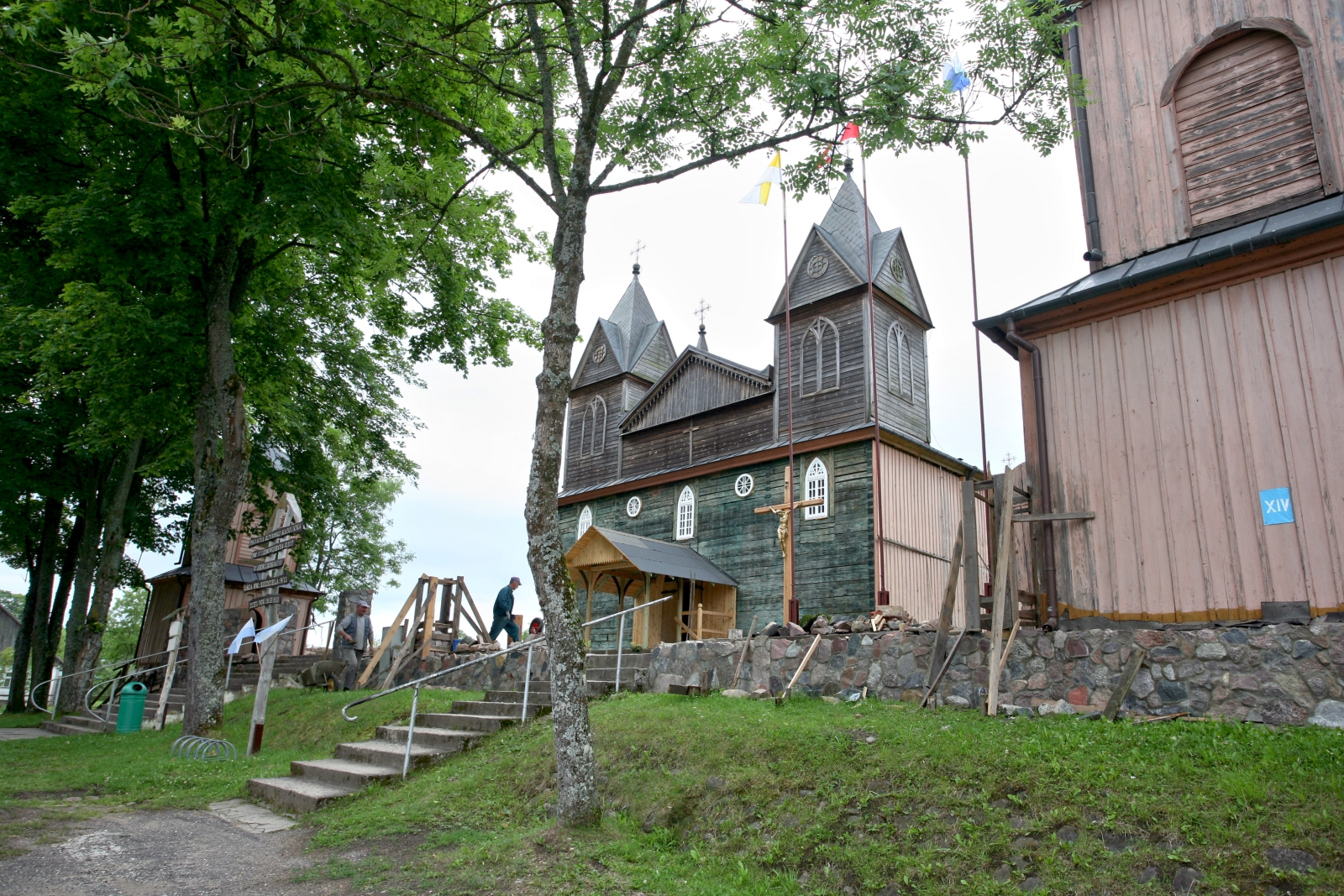
Katholieke kerk van de Assumptie van de Heilige Maagd Maria in Berżniki

Berżniki, (Litouws: Beržininkai) is een plaats in het Poolse district Sejneński, woiwodschap Podlachië. De plaats maakt deel uit van de gemeente Sejny en telde 231 inwoners in 2011.

## Geschiedenis
Van de 8e tot de 19e eeuw maakte deze plaats deel uit van het leefgebied van de Baltische stam van de Jatvingen. Vanaf de 13e eeuw behoorde het tot het Grootvorstendom Litouwen. In de periode 1547-1557 werd de stad gesticht door de Pools-Litouwse koningin Bona. De plaats ontving in 1559 stadsrechten, maar verloor deze weer in 1805. Met de Poolse Delingen kwam het gebied achtereenvolgens vanaf 1795 eerst in Pruisische en in 1806 in Russische handen. Na de Pools-Russische Oorlog (1919-1921) werd het onderdeel van Polen. Sindsdien woont er in dit gebied nog wel een Litouwse minderheid.

## Sport en recreatie
Door deze plaats loopt de Europese wandelroute E11. De E11 loopt van Den Haag naar het oosten, naar de grens Polen/Litouwen. Ter plaatse komt de route van het zuiden van Zelwa en vervolgt in noordwestelijke richting naar Półkoty.